# Teresa Kidd
Teresa Kidd is een Ierse langeafstandsloopster, die gespecialiseerd is in de marathon. Ze werd tweemaal Iers kampioene op deze discipline.
Haar eerste succes boekte ze op 28 augustus 1983 met het winnen van een gouden medaille bij het Iers kampioenschap marathon. Twee jaar later veroverde ze deze titel voor de tweede en laatste maal.
In Nederland geniet ze met name bekendheid vanwege het winnen van de marathon van Amsterdam in 1986. Met een tijd van 2:46.18 kwam ze als eerste vrouw over de finish.

## Titels
- Iers kampioene marathon - 1983, 1985
- Noord-Iers kampioene 1500 m - 1986
- Noord-Iers kampioene 3000 m - 1986
- Noord-Iers kampioene marathon - 1984, 1987, 1988

## Persoonlijke records
| Onderdeel | Prestatie | Datum | Plaats    |
| --------- | --------- | ----- | --------- |
| marathon  | 2:46.18   | 1986  | Amsterdam |

## Palmares

### marathon
- 1983:  Ierse kampioenschappen in Letterkenny - 2:52.11
- 1984:  Noord-Ierse kampioenschappen in Belfast - 2:47.36 / 2:47.33
- 1985:  Ierse kampioenschappen in Limerick - 2:47.37
- 1986:  Marathon van Amsterdam - 2:46.18
- 1987:  Noord-Ierse kampioenschappen in Belfast - 2:48.38 / 2:48.28
- 1987:  Noord-Ierse kampioenschappen in Belfast - 2:49.10